# 李伊謀殺案
李伊謀殺案（英語︰Killing of Ee Lee）是指一位名叫李伊（英語︰Ee Lee）的亞裔美國女性，在威斯康辛州密爾瓦基市被強姦並殺害。

## 強姦及謀殺
訴訟指出受害者李伊與加害者李伊並不認識，2名密爾沃基青少年毆打及輪姦李伊，同時拍攝輪姦過程及大笑，然後被拖到華盛頓公園的池塘裡等死。她其後被路人發現半裸，失去知覺地躺在池塘邊。她當時仍有呼吸，然後被緊急送到醫院接受治療，但3天后傷重死亡。1名處理性侵犯傷害的護士告訴警方，這是她看見過最嚴重的傷害。

## 嫌疑犯
當地2名非裔美國青少年，17歲的卡馬雷·劉易斯（Kamare Lewis）和15歲的凱文·斯賓塞（Kevin Spencer）被捕並被指控犯有一級故意殺人罪和一級性侵犯罪。據稱，劉易斯用他的手機拍攝了強姦和殺戮的過程，並與他的朋友分享了這段影片，影片中顯示還有約9名其他年輕人在場。影片中還顯示有些青少年說「我喜歡強姦中國婊子」（I love r*ping ch*nk b**ches）。

## 另見
- 維查·拉達納巴迪謀殺案
- 2021年停止亞裔仇恨集會
- 美國少數族裔間的種族歧視